# Going My Way (アルバム)
『Going My Way』（ゴーイング・マイ・ウェイ）は2003年10月1日にリリースされたTHE ALFEE21枚目のアルバム。

## 概要
コピーコントロールCD（CCCD）で発売された唯一のアルバム。
その後2009年3月18日にCD-DAで再発売。
マスタリングはブライアン・ガードナー（Bernie Grandman Mastering）が担当した。
本作発売以前に坂崎幸之助が復活したザ・フォーク・クルセダーズに加入。当時発売されたアルバム楽曲をカヴァーした（11曲目「平和について」）。

## 収録曲
全作詞・作曲：高見沢俊彦（特記以外）
1. I Love You [6:36]
  - 編曲：THE ALFEE with 本田優一郎
2. 希望の詩 [5:26]
  - 編曲：THE ALFEE
3. Destruction [5:03]
  - 編曲：THE ALFEE with 本田優一郎
4. 戦場のギタリスト [6:23]
  - 編曲：THE ALFEE / ホーンアレンジ：本田優一郎
5. Another Way [5:18]
  - 編曲：THE ALFEE
6. Going My Way [6:52]
  - 編曲：THE ALFEE / ホーンアレンジ：本田優一郎

元々は、高見沢ソロのイベントで初披露された楽曲。ライヴではアレンジを変更して披露されたこともあり、その音源は「Lifetime Love」のカップリングで視聴可能。
7. タンポポの詩 [5:24]
  - 編曲：THE ALFEE

51stシングル。
8. TRY [5:21]
  - 編曲：THE ALFEE
9. Candle Light [5:14]
  - 編曲：THE ALFEE

1997年のクリスマスイヴ公演にて部分的に披露、2002年の公演で披露された楽曲を歌詞を変えてフルサイズで収録。
10. Chaosの世界 [5:29]
  - 編曲：THE ALFEE

「太陽は沈まない」カップリング。
11. 平和について [2:28]
  - 作曲：加藤和彦 / 編曲：THE ALFEE / ストリングスアレンジ：本田優一郎
12. CATCH YOUR EARTH 2003 [5:45]
  - 編曲：THE ALFEE

ベストアルバム『BEST SELECTION II THE ALFEE』収録曲の再録。

## タイアップ
テレビ朝日系アニメ『ドラえもん』エンディングテーマ（#7）
2004年第59回国民体育大会・彩の国まごころ国体イメージソング（#8）
2002年大阪国際女子マラソンイメージソング（#10）

## 品番
- TOCT-25100 （通常盤）
- TOCT-95106 （完全生産限定盤、再発盤）